# Eriborus arisanus
Eriborus arisanus là một loài tò vò trong họ Ichneumonidae.